# Редек, Амалия
Амалия Леонильда Редек (швед. Amalia Leonilda Redec; 4 мая 1812, Гётеборг — 21 ноября 1885, там же) — шведская пианистка, композитор и музыкальный педагог.

## Биография
Амалия Редек родилась в 1812 году в Гётеборге. Она была старшим ребёнком в семье. В то время в буржуазной среде пение и игра на фортепиано были обязательными элементами воспитания девочек, и Амалия, скорее всего, училась музыке с раннего детства.
В 1834 году она вышла замуж за Юхана Петера Редека. В течение шести лет у них родилось четверо детей, двое из которых умерли в младенчестве. Дела мужа шли не очень успешно, и семья постоянно переезжала с места на место. Они жили в Стокгольме, Уппсале, Смоланде, Франции. В 1850 году, незадолго до смерти мужа, Амалия с двоими сыновьями вернулась в Гётеборг, где и оставалась до конца жизни.
Сведения о её музыкальной и композиторской деятельности относятся в основном к 1850-м годам. Вероятно, в 1851 году она выступала с концертом перед публикой Гётеборга. С 1850 по 1851 год Амалия работала учительницей музыки в евангелической школе для девочек (Evangeliska Brödraförsamlingens flickskola). Позднее там же работали её сёстры Эмма Матильда и Ида Хелена Сеттерборг.
Опубликованные сочинения Амалии Редек включают четыре сборника песен. Первые два были изданы в Стокгольме; третий Амалия самостоятельно издала в 1853 году в Гётеборге; четвёртый тоже, но в Копенгагене. Все песни написаны в стиле, типичном для музыки романтизма. Тексты песен представляют собой стихотворения известных шведских поэтов того времени: Тегнера, Стагнелиуса, Аттербума, Мальстрёма. Основные их темы — чувства, эмоции и романтическое изображение природы. Третий сборник имеет более драматичный характер: песни в нём повествуют о человеческих судьбах и расставаниях.
Четыре произведения Амалии Редек вошли в песенную антологию 1874 года «Det sjungande Sverige — 100 kända och omtyckta sånger», что говорит о том, что её творчество, ныне забытое, пользовалось популярностью при жизни композитора. Все её песни рассчитаны на домашнее или салонное музицирование и доступны по своему техническому уровню музыканту-любителю.
Амалия Редек умерла в Гётеборге в 1885 году.